# Papirus 42
Papirus 42 (według numeracji Gregory-Aland), oznaczany symbolem {\displaystyle {\mathfrak {P}}^{42}} – grecko-koptyjski rękopis Nowego Testamentu, spisany w formie kodeksu na papirusie. Paleograficznie datowany jest na VI albo VII wiek. Zawiera fragmenty Ewangelii Łukasza.

## Opis
Zachowały się jedynie fragmenty Ewangelii Łukasza.
Tekst grecki zawiera: Łk 1,54-55; 2,29-32.
Tekst koptyjski zawiera: Łk 1,46-51.

## Tekst
Tekst grecki rękopisu reprezentuje aleksandryjską tradycję tekstualną, z bizantyjskimi naleciałościami. Kurt Aland zaklasyfikował go do kategorii II.

## Historia
Ernst von Dobschütz umieścił na liście rękopisów Nowego Testamentu, w grupie papirusów, dając mu numer 42.
Rękopis datowany jest przez INTF na VI albo VII wiek.
Obecnie przechowywany jest w Austriackiej Bibliotece Narodowej (K. 8706) w Wiedniu.